# Joop Verzele
Joop Verzele (19 mei 1972) is een Belgische politicus voor CD&V en burgemeester van Kruisem.

## Biografie
Joop Verzele is muzikant van opleiding, waarvoor hij ging studeren aan het Lemmensinstituut te Leuven. Hij doceert notenleer aan de Muziekschool in Kruishoutem, doceerde in Nazareth en gaf muzikale opvoeding aan het Vrij Landelijk Instituut in Oudenaarde.
Voorts dirigeert hij het gemengd koor Hultheim in Kruishoutem en het Sint-Machutuskoor van Wannegem-Lede. Als organist verzorgt hij de eucharistievieringen in de Sint-Eligiuskerk van Kruishoutem.
Hij werd actief in de gemeentepolitiek in Kruishoutem en was er gemeenteraadslid sinds januari 1995 en schepen sedert 1 januari 2001. In 2009 volgde hij Paul Tant op als burgemeester.
In 2019 fuseerde Kruishoutem met Zingem waarna hij de burgemeester van de nieuwe fusiegemeente Kruisem werd.